# Geocaryum
Geocaryum är ett släkte i familjen flockblommiga växter. Släktet beskrevs 1851 av Ernest Saint-Charles Cosson i Notes sur Quelques Plantas Critiques, Rares ou Nouvelles.

## Arter
Släktet omfattar mellan 3 och 13 arter:
- Geocaryum bornmuelleri (Halácsy ex H. Wolff) Engstrand
- Geocaryum capillifolium (Guss.) Coss.
- Geocaryum creticum (Boiss. & Heldr.) Engstrand
- Geocaryum cynapioides (Guss.) Engstrand
- Geocaryum divaricatum (Boiss. & Orph.) Engstrand
- Geocaryum euboicum (Rech.f.) Engstrand
- Geocaryum macrocarpum (Boiss. & Spruner) Engstrand
- Geocaryum parnassicum (Boiss. & Heldr.) Engstrand
- Geocaryum peloponesiacum Engstrand
- Geocaryum pindicolum (Hausskn.) Engstrand
- Geocaryum pumilum (Sm.) Nyman
- Geocaryum stylosum (Boiss.) Engstrand
- Geocaryum tuberosum Engstrand